# Kanton Biarritz-Ouest
Der Kanton Biarritz-Ouest war von 1973 bis 2015 ein französischer Wahlkreis im Arrondissement Bayonne im Département Pyrénées-Atlantiques und in der Region Aquitanien. Er umfasste einen Teil der Stadt Biarritz.